# 夏目的結婚對象
《夏目的結婚對象》是由乃木坂太郎繪製的懸疑漫畫作品，於2019年6月28日至2024年1月26日在《Big Comic Superior》連載，2020年下一部人氣漫畫大賞紙本漫畫類別U-NEXT特別獎得主。
2021年7月，單行本合計銷量突破100萬。2024年3月，單行本與電子書籍合計銷量突破230萬。改編真人電影將於同年9月上映。

## 沿革
《夏目的結婚對象》在2019年6月28日發售的《Big Comic Superior》2019年14號開始連載，為作者乃木坂太郎自前作《第3的基甸》完結1年2個月以來首部連載作品。2020年3月30日，在發行單行本第2卷的同時，小學館官方釋出將品川真珠的「魅力和危險性」和其「變幻莫測的情緒」表露無遺的紀念特別PV。與此同時，品川真珠「既恐怖又可愛」的個性在日本的社交媒體上走紅，各種粉絲創作亦應運而生。同年11月30日，第4卷單行本發行，為了紀念，《Big Comic Superior》的2020年24號掲載了該作的企劃「究極的心理戰體驗」。在企劃中，自言是《夏目的結婚對象》的鬼頭明里表示將聲演作中女主角品川真珠。
此外，講談社也發佈了該作的有聲漫畫PV，以茲紀念單行本第4卷的發售，及慶祝奪得下一部人氣漫畫大賞紙本漫畫類別U-NEXT特別獎。除了鬼頭明里外，小野友樹亦在其中為男主角夏目新獻聲。2021年4月30日，《夏目的結婚對象》的單行本第5卷正式發行，作者乃木坂的書迷山口飛翔在其中為品川真珠繪畫了一幅插圖。

## 劇情簡介
山下卓斗的父親在兩年前遭分屍殺害，雖然兇徒已緝拿歸案，但其頭顱一直未被尋回，為了得知真相但又不想暴露身份，他便假借負責其案子的社工，在兒童相談所工作的夏目新的名義，寫信予殺死其父親的連環殺手犯品川真珠。某天卓斗得到真珠希望面對面對話的回信後，委託夏目代替自己與「殺父仇人」會面。真珠在小學及初中時成績低下且受盡霸凌，高中讀了兩年便輟學，此種經歷讓夏目認為只要表現得像個精英公務員一樣就得輕鬆應對，但到真正會談時，夏目卻被面前這位與被捕時的「胖小丑」形象截然不同，且冰雪聰明的稚嫩少女嚇倒，差點暴露「代筆」一事。為了不讓難得的機會流失，夏目在真珠離開前竟脫口說出「嫁給我吧！」。從來沒有談婚論嫁之欲的他本來就沒有打算真正結婚，但在相信女方清白的辯護律師宮前光一的勸說下，夏目還是提交了結婚登記，正式與真珠成為夫妻。
真珠在一審時一直保持緘默，但在二審上卻一反常態，聲稱纏著她的滋擾者是真正的罪魁禍首，而那滋擾者正是其父親，所以出於保護慾才一直行使緘默權。與宮前不同的是，夏目並不相信真珠為清白之身，但事實證明後者的確在童年時代被虐待。當真珠拿到結婚證時，就好像一個孩子一樣喜極而泣，還露出一敞開心扉的笑容。另一方面，夏目知道真珠和宮前利用話術籠絡了卓斗與其同事桃山，也因此無法認清時而溫文爾雅，時而傲慢輕挑的妻子的真面目。
真珠為何在8歳開始入住兒童福利院？21歲被捕時其智力指數為何突然增加30？身為母親的品川環為何從來不帶真珠看牙醫，又用高熱量食物養肥她？真珠在一審時想被早日起訴的理由是什麼？而事件的真正罪魁禍首又是誰？在各種謎團交織的同時，一個關於真珠的重大秘密被揭露，局勢由此發生了戲劇性的變化。

## 登場人物
夏目新（聲：小野友樹（PV））
本作主人公，在兒童相談所工作的30代公務員。
喜歡「年上微胖」的女性，但實質上即使雙方個性愛好迥異也仍是來者不拒，但據兒相所長稱他只是為了尋找好的母親，而不是好的妻子。
出生自一單親家庭，與其關係良好的卡車司機父親在小學時因車禍喪生，母親後來多次再婚和離婚，雖然沒有被繼父虐待的經歷但仍因到處打架而被兒相立案，在故事開始15年前曾被視為「兒相第一問題兒童」。
成為兒相職員的原因是為了拯救那些有可能向施虐的父母還擊的不幸孩子，對受虐兒童有著強烈的責任心，甚至有著被虐待孩子的父母殺掉也要介入的覺悟，但外表和舉止卻給人一種「小混混」的形象，周圍的人多稱之為「瘋狗」或「經濟黑道」。
品川真珠（聲：鬼頭明里（PV））
殺害三名男性並分屍遺棄的21歲女性，在一審時被判死刑，遭逮捕時以小丑妝扮見人，因此被大眾稱為「品川小丑」。
弱點為其媽媽和寶寶，只要談及這兩個話題便為十分反胃，更曾在上訴庭上失控要求法官關掉其母親的投影照片，在談論寶寶時也表現出強烈的厭惡感。
小學和初中時成績很差，加上肥胖的身材而受盡霸凌，隨後入讀高等看護學校，但不夠兩年便輟學。然而事實上非常聰明，有著仿佛可看穿別人思想一般的洞察力，能夠輕易看出別人不自然的地方。
孩提時代其母親一直餵以即食米飯和金槍魚罐頭等高熱量食物，也不准其看牙醫，導致她身材肥胖，牙齒也參差不齊，在一審時頭髮凌亂、穿著破爛，且一直保持緘默，在兩次上訴審中卻以一身俐落的連身裙和初中校服亮相，表現得像個俏麗少女一樣。
桃山香
暱稱「小桃」，夏目在兒童相談所的前輩，似乎很在意自己的微胖身型，當別人指她胖乎乎時會糾止地說「只是略顯豐滿」。
在夏目接觸真珠後收到來自後者的信件，真珠稱非常在意身為夏目理想型的桃山，後來在宮前的陪同下應邀赴約，也因此結識了真珠。
初見面時，真珠模仿其舉止和談吐，稱要成為像桃山一樣受夏目喜愛的女人，令她感到不寒而慄，但後來理解到真珠在會面時的行為是給她的「試煉」後開始對她產生好感，甚至以「小真珠」或「Pearl」稱之。
宮前光一
真珠的律師，青年時見過被明顯受虐的她，對此心生同情，也因此請纓為真珠辯護。
起初即使發現真珠表現出的軟弱外表並不是她的本性後仍繼續相信其清白，並一直循各種途徑去嘗試證明真珠無罪，比如尋找新的證人。
品川環
真珠的母親，在其讀上中學時因蛛网膜下腔出血病逝，此前在父母雙亡後被石川縣七尾市的遠親收留，後來與情人私奔至東京。
有著清秀的面孔，在中學時代到處拈花惹草，是名副其實的「清純系婊子」，也因此在未婚的情況下真珠，後來為了某些目的而對真珠做出類似虐待的行為，但並沒有施暴，也從不帶男人回家。
山下卓斗
被真珠謀殺的第三名受害者的兒子，由於想得知其父親頭顱的下落，以及為何父親會被真珠吸引而假借夏目的名義寫信予她。
周防沙菜
被真珠謀殺的第一名受害者的繼妹，在真珠說出其繼兄的遺骸所在地後與夏目結識，經常與他商量關於真珠的事情，認為夏目的性格與自己的繼兄非常相像。
藤田
經常到法庭旁聽的男子，自稱「死囚物品收集者」，喜歡與死囚交流並收集與死囚相關的物品，後來在真珠的物品利誘下開始協助夏目，例如為他講述法律知識等。
神波
「品川小丑」案件的二審法官，認為真珠上在法庭上引起旁聽人士同情的一言一行都是演戲，並同情一直脫離不了真珠手掌心的夏目。

## 作風與反響
《夏目的結婚對象》的主題是「結婚」，是一部描繪「沒人見過的『婚姻』形式」的作品。作者乃木坂太郎過往漫畫《醫龍-Team Medical Dragon-》的監修長部聰介稱《夏目的結婚對象》和《醫龍》的相似之處在於，兩者皆是「如刀鋒般兇險的角色在善與惡的邊緣遊走，會為讀者帶來戰慄感的作品」。
漫畫評論家山本杏奈形容《夏目的結婚對象》是一部「真正的懸疑漫畫」。具體而言，作中無論是真珠殺人的動機、屍體的埋藏地，抑或是其出生的秘密和童年事跡都不得而知，這些「謎團碎片」天女散花的散落在各處，等待著讀者尋找、組合和解開。山本又指出不僅是故事的發展，襯托出每位角色的神情，充滿厚重感的作畫也是《夏目的結婚對象》的吸引之處。當談及女主角品川真珠時，山本指出儘管讀者知道真珠是一位窮兇極惡的連環殺手，但仍會在每次皆知道此事實的基礎下被她瘋狂吸引。曾經Cosplay過真珠並憑此登上《Big Comic Superior》封面的Cosplyer Tsunko形容真珠是一位「令人毛骨悚然的可愛角色」。至於男主角夏目新方面，在有聲漫畫中為他獻聲的小野友樹則形容夏目是一位「能在交談時靈活運用其光明面及黑暗面的角色」。
本作在第70屆小学館漫画賞為獲獎作品之一。

## 出版書籍
| 冊數 | 小學館            | 小學館                 | 東立出版社    | 東立出版社             |
| 冊數 | 發售日期          | ISBN                   | 發售日期      | ISBN                   |
| ---- | ----------------- | ---------------------- | ------------- | ---------------------- |
| 1    | 2019年11月29日    | ISBN 978-4-09-860484-5 | 2021年3月18日 | ISBN 978-957-265548-1  |
| 2    | 2020年3月30日     | ISBN 978-4-09-860656-6 | 2022年6月10日 | ISBN 978-9-57-265549-8 |
| 3    | 2020年7月30日     | ISBN 978-4-09-860682-5 | 2023年3月10日 | ISBN 978-957-26-8679-9 |
| 4    | 2020年11月30日    | ISBN 978-4-09-860769-3 | 2025年3月13日 | ISBN 978-626-02-0839-4 |
| 5    | 2021年4月30日     | ISBN 978-4-09-860872-0 |               |                        |
| 6    | 2021年8月30日     | ISBN 978-4-09-861130-0 |               |                        |
| 7    | 2022年1月28日     | ISBN 978-4-09-861238-3 |               |                        |
| 8    | 2022年6月30日     | ISBN 978-4-09-861318-2 |               |                        |
| 9    | 2022年12月28日    | ISBN 978-4-09-861488-2 |               |                        |
| 10   | 2023年4月28日     | ISBN 978-4-09-861693-0 |               |                        |
| 11   | 2023年9月28日     | ISBN 978-4-09-862526-0 |               |                        |
| 12   | 2024年3月29日発売 | ISBN 978-4-09-862692-2 |               |                        |

## 電影
改編真人電影將於2024年9月6日上映。主演為柳樂優彌。

### 演員列表
- 夏目新：柳樂優彌
- 品川真珠：黑島結菜
- 宮前光一：中川大志[14]
- 桃山香：丸山禮[14]
- 大高利郎：立川志樂[14]
- 櫻井健：福士誠治[14]
- 井出茂雄：今野浩喜[14]
- 神波昌治：市村正親[14]
- 藤田信吾：佐藤二朗[15]

### 製作團隊
- 原作：乃木坂太郎「夏目的結婚對象」（小學館Big Comic Superior刊）
- 導演：堤幸彥
- 劇本：德永友一
- 配樂：Gabriele Roberto、A-bee、野口良
- 主題曲：奧莉維亞·羅德里戈「Vampire」（Universal International）[16]
- 發行商：日本華納兄弟

## 外部連結
- 『夏目的結婚對象』- Big Comic Bros.
- 電影『夏目的結婚對象』官方網站
  - 電影『夏目的結婚對象』的X（前Twitter）
  - 電影『夏目的結婚對象』的Instagram帳戶

### 延伸閱讀
- Kobayashi, Kyō. . Da Vinci News. Kadokawa Corporation. February 9, 2020. （原始内容存档于January 19, 2021） （日语）.
- Masami. . Real Sound. Blueprint Co., Ltd. January 30, 2020. （原始内容存档于June 10, 2021） （日语）.